# 20×138mmB
20×138mmB是一款在第二次世界大戰期間主要用作防空和反坦克的彈藥。“20”代表它的口徑是20毫米。“138”代表其長度是138毫米。“B”一字代表這款彈藥是有底帶的。彈藥重10.7盎司（300克）。